# Spanish Town
Spanish Town – miasto na południowo-wschodniej Jamajce, w zespole miejskim Kingston; na nizinie nad Morzem Karaibskim. Stolica regionu Saint Catherine. Dawniej było stolicą Jamajki pod nazwą Sante Jago De La Vega. Miasto zamieszkuje około 145 tys. mieszkańców – drugie co do wielkości miasto kraju. Przemysł cukrowniczy, tytoniowy (cygara), włókienniczy; destylarnie rumu; rzemiosło (ceramika); ośrodek turystyczny; węzeł kolejowy i drogowy; muzeum.

## Atrakcje turystyczne
W mieście znajduje się zabytkowy most, wpisany na listę World Monuments Fund.

## Ludzie urodzeni w Spanish Town
- Uriah Hall, zawodnik MMA

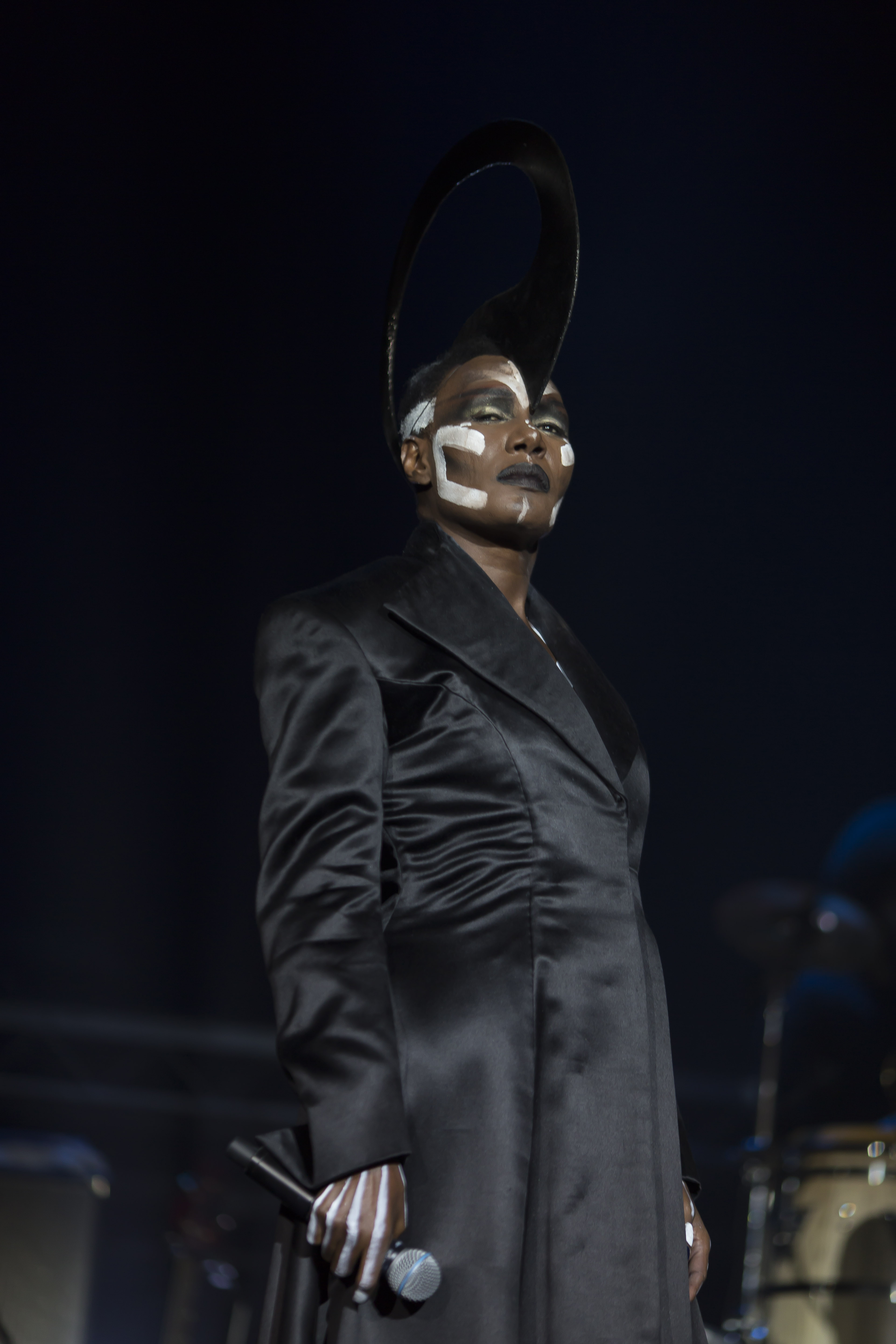
Grace Jones

- Andrew Holness, polityk, premier Jamajki
- Grace Jones, wokalistka
- Diana King, wokalistka
- Prince Far I, wokalista
- Bunny Shaw, futbolistka
- Precious Wilson, wokalistka